# Mustafa Çarşı
Mustafa Çarşı (* 25. November 1992) ist ein türkischer Straßenradrennfahrer.
Mustafa Çarşı wurde 2009 bei der türkischen Meisterschaft Dritter im Straßenrennen der Junioren. Im nächsten Jahr belegte er bei der Meisterschaft den dritten Platz im Einzelzeitfahren. Seit 2011 fährt Çarşı für das türkische Manisaspor Cycling Team. In seinem ersten Jahr dort konnte er gleich zwei Etappen bei der Tour of Cappadocia für sich entscheiden. Außerdem wurde er Etappendritter bei der Tour of Trakya hinter dem Sieger Muhammet Atalay.

## Erfolge
2011
- zwei Etappen Tour of Cappadocia

## Teams
- 2011 Manisaspor Cycling Team
- 2012 Salcano-Arnavutköy